# Поворот О Руж

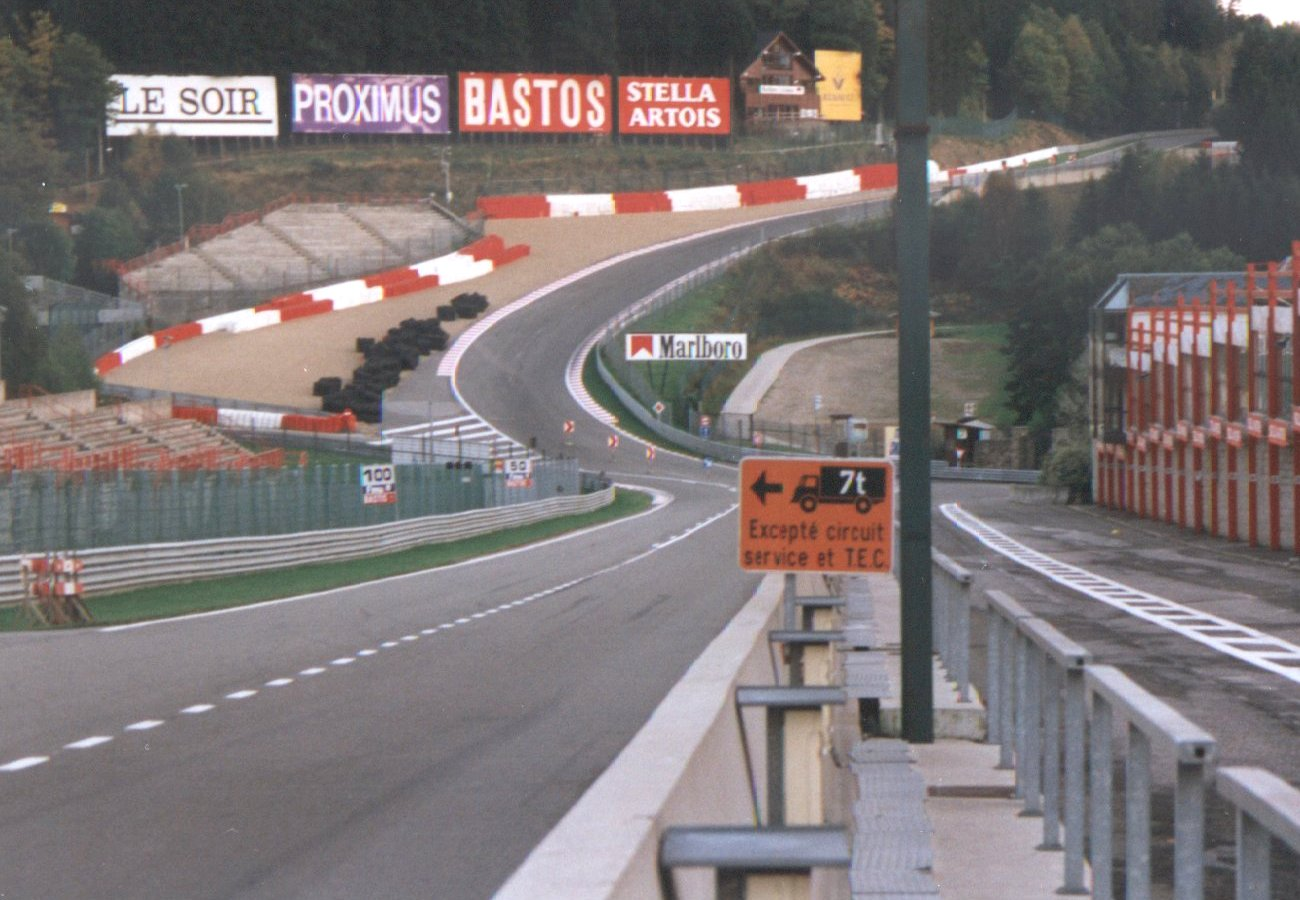
О Руж у 1997 році

Поворот О Ру́ж (фр. Raidillon de l'Eau Rouge) — зв'язка швидкісних поворотів (лівій-правий-лівий) на трасі Спа-Франкоршам в Бельгії, де традиційно проходить Гран-прі Бельгії Формули-1. О Руж вважається одним із найскладніших та найвидовищніших із поворотів гоночних трас усього світу.

## Розташування

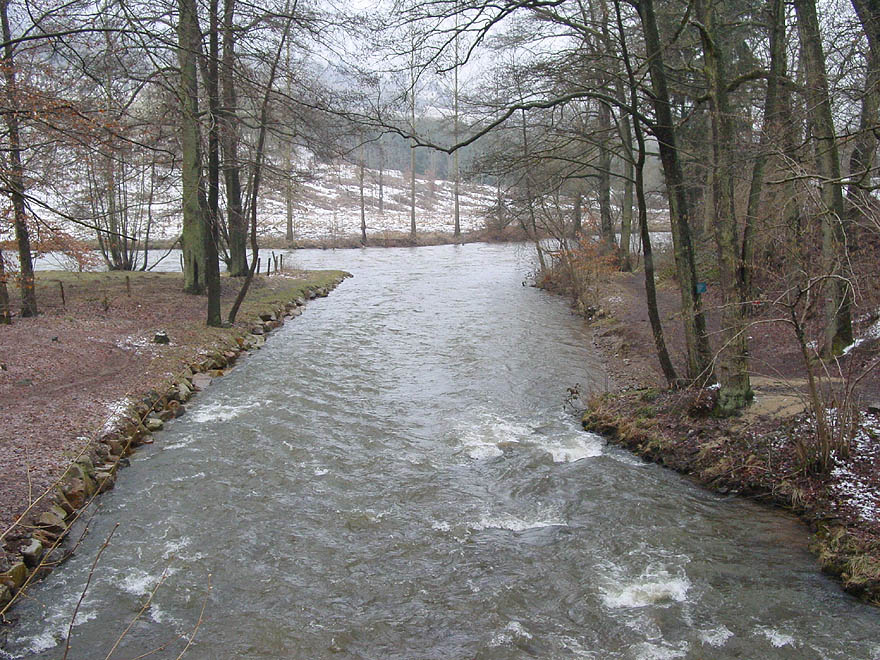
Ріка О Руж у місці її впадіння в Амблев

Поворот розташований в тому місці, де траса перетинає невелику 15-кілометрову річку О Руж (фр. Eau Rouge, «червона вода»), котра й дала назву повороту. Починається він після прямої, що йде вниз від першого повороту траси, на якій машини Формули-1 розганяються до майже 300 км/год. Сама зв'язка складається з лівого повороту, який завершує спуск, потім правого, по ходу якого траса дуже круто піднімається в гору, і завершального лівого на вершині пагорба. Після нього також слід дуже довга пряма, що поступово спускається до зв'язки Лекомб.
Строго кажучи, назва О Руж носить тільки перший лівий поворот; подальша зв'язка правого і лівого називається Радійон (фр. Raidillon, ‘поворот, крута ділянка’). Однак у спортивній пресі останній згадується рідко, і під ім'ям О Руж відома вся зв'язка з трьох поворотів.
Хоча автодром Спа-Франкоршам існує з 1924 року, зв'язка О Руж-Радійон в теперішньому вигляді з'явилася на ньому не відразу. До 1978 року траса після повороту О Руж пролягала вздовж долини річки О Руж, огинаючи пагорб і поступово згортаючи до зв'язки Лекомб. Згодом при реконструкції траси було вирішено скоротити цей її відрізок, і довга дорога навколо пагорба була замінена коротшим відрізком, що піднімається прямо на пагорб. Відповідно була перебудована і подальша пряма, яка веде до Лекомб, що також скоротило довжину траси.

## Проходження повороту під час гонок

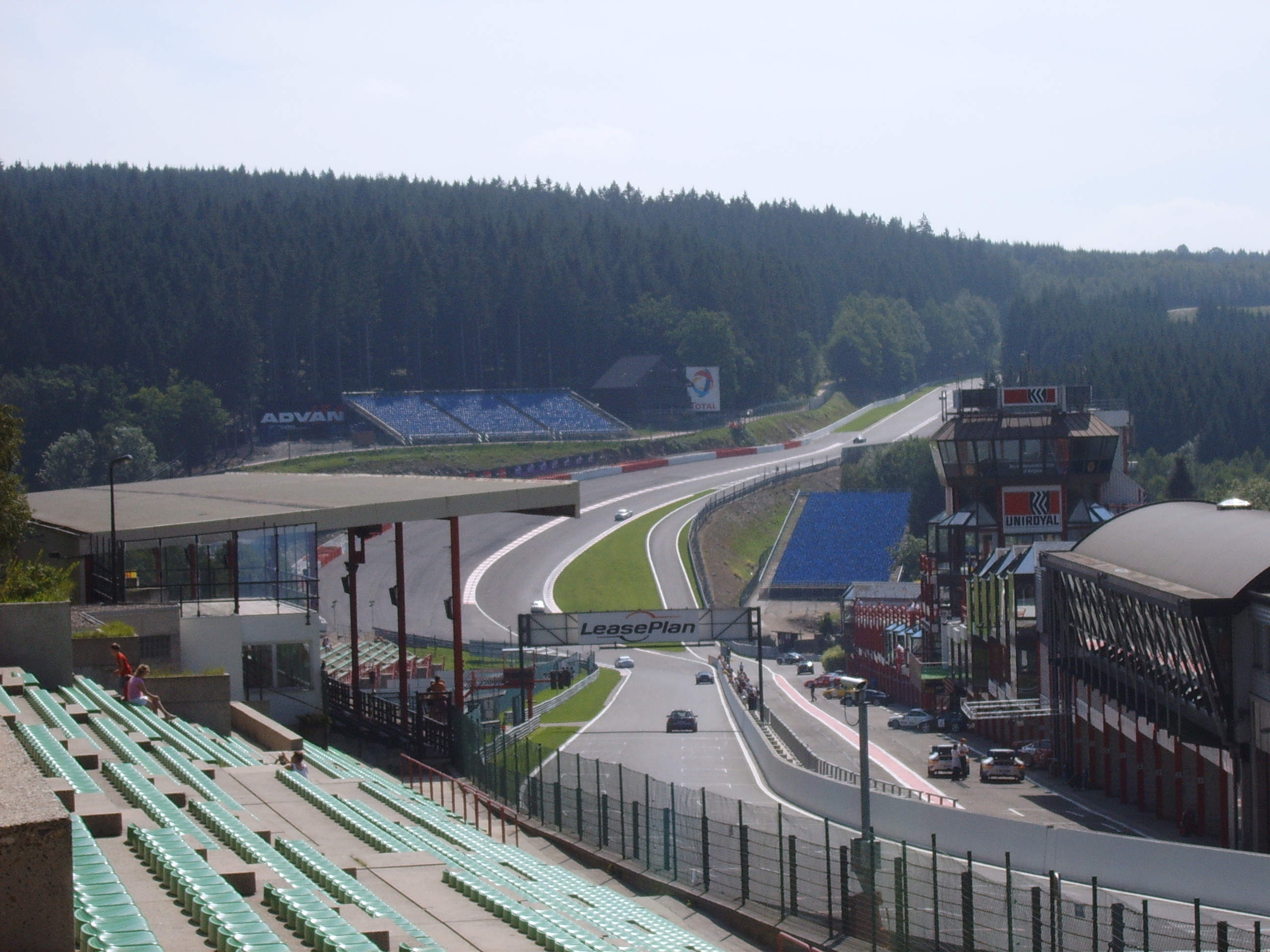
Поворот О Руж з дальньої відстані

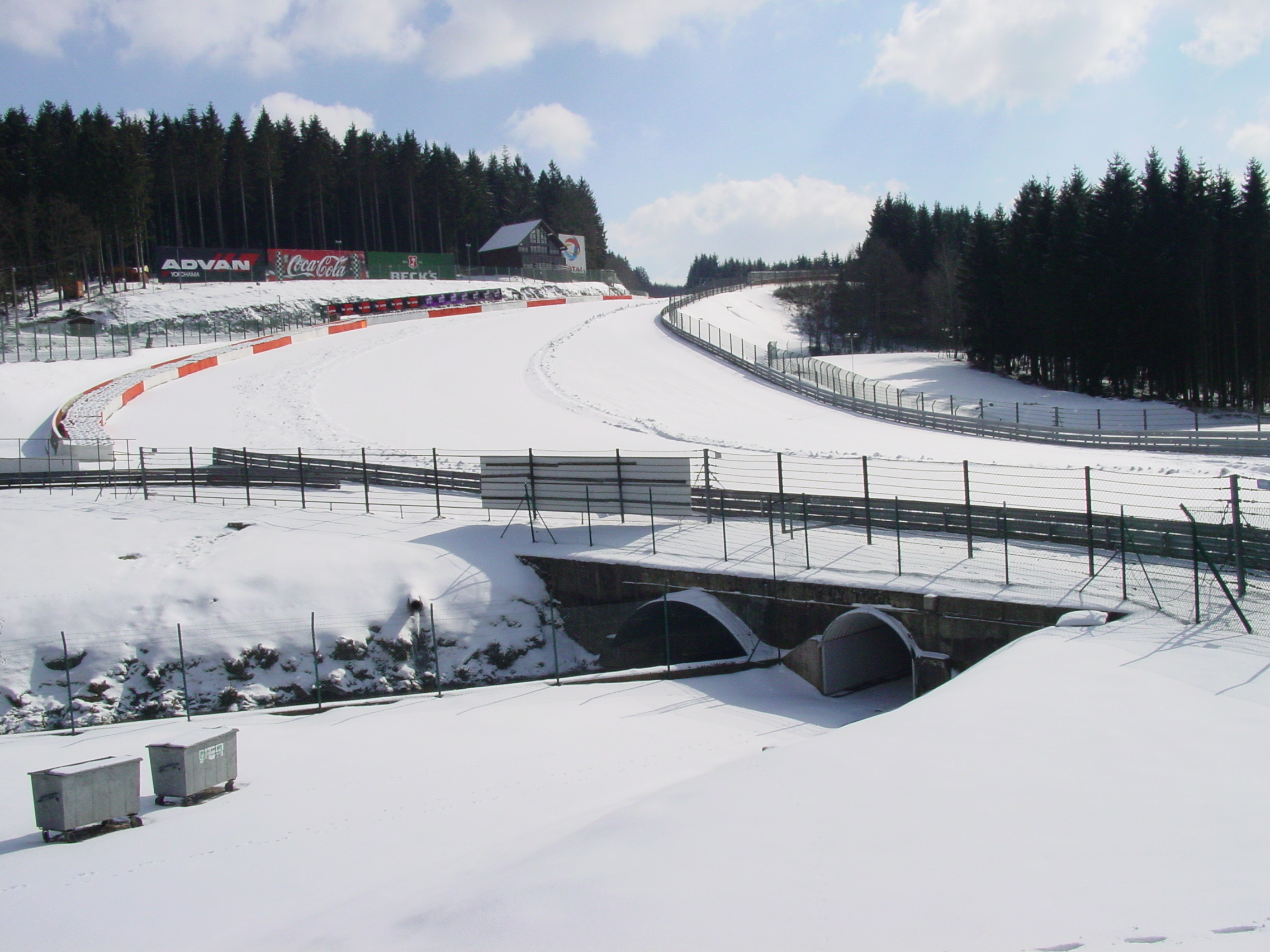
Поворот О Руж взимку, видно міст через річку О Руж

Проходження повороту О Руж ускладнюється головним чином тим, що через крутий підйом при проходженні правого повороту гонщик бачить перед собою лише суцільну стіну асфальту, і останній лівий поворот проходиться практично наосліп. Дворазовий чемпіон світу Формули-1 Фернандо Алонсо так описував проходження цього повороту:

Ви входите у перший поворот на спуску, потім напрям повороту раптово змінюється, і одночасно йде дуже крутий підйом у гору. З кокпіту машини вихід з повороту не видно, і коли ви піднімаєтеся на гребінь пагорба, то ще не знаєте, де опиниться ваша машина. Це дуже важливий поворот і в кваліфікації, і в гонці, бо після нього йде дуже довга пряма, і якщо на її початку ви не набрали достатню швидкість, то можете втратити багато часу. Крім того, цей поворот дає гонщику безліч емоційних відчуттів, його переживаєш заново на кожному колі. У нижній точці після першого повороту гонщик відчуває досить сильні перевантаження, це дуже незвично і теж додає вражень.

Правильне проходження повороту О Руж вимагає від гонщика дуже хорошої кваліфікації, і до кінця наступної прямої, якщо пілот пройшов О Руж по найкращій траєкторії і не знижував швидкість, нерідко з'являється можливість для обгону пілота попереду, якщо той проходив О Руж на меншій швидкості. Машини звичайного дорожнього класу, при відповідній навичці водія, можуть проходити зв'язку О Руж на швидкості 160—180 км/год; сучасні машини Формули-1 — на швидкості майже 300 км/год.
До недавнього часу проходження повороту О Руж на машині Формули-1 зовсім без зниження швидкості вважалося вкрай складним завданням, з яким мало хто справлявся. Одним з тих, хто постійно намагався це робити, був Жак Вільнев. Він відгукувався про поворот О Руж так:

Не кожен пілот в змозі пройти цей поворот «в підлогу», не зменшуючи швидкість. Але якщо ти це зробив — ти по-справжньому можеш пишатися собою. Це єдина шикана, проходячи яку пілот розуміє, що може пройти її «в підлогу», але нога сама піднімається з педалі газу. Дуже важко змусити себе не піднімати ногу з педалі і сказати собі «ні, все нормально». Дуже незвичайне відчуття. Виграш може досягти двох десятих на колі. Це варто того. Але ризик все-таки вище.

Деймон Гілл у своїй книзі «Свій погляд на Ф-1. Світ Формули-1 зсередини» також писав:

Іноді подекуди, наприклад, в «О Руж» — швидкісному повороті в кінці головної прямої траси в Спа — доводиться переконувати себе, що ти зможеш його пройти, втиснувши педаль в підлогу, і саме такий виклик тебе мотивує, адже всі ми прагнемо досягти межі та довести скептикам, що вони не праві.

Однак в останні роки притискна сила у машин Формули-1 сильно зросла, до того ж у 2002 році поворот Радійон був трохи перебудований, і зараз за сухої погоди і вдалого збігу обставин гоночну зв'язку О Руж-Радійон здатні проходити без зниження швидкості багато пілотів. Тим не менше, всі гонщики визнають, що поворот залишився дуже складним, і необхідна максимальна концентрація для його успішного проходження.
Втрата контролю над машиною при проходженні цього повороту зазвичай призводить до негайного сходу. На підйомі притискна сила дуже велика, і аварії відбуваються зазвичай в кінці зв'язки, де профіль траси різко змінюється і велика небезпека втрати зчеплення машини з асфальтом. При цьому машина зривається з траси в останньому повороті зв'язки, розташованому у верхній точці пагорба, і на високій швидкості вдаряється об стіну. Через набрану в ході підйому інерцію машина як би злітає над трасою, і хоча на вершині пагорба з зовнішнього боку повороту розташовані досить широкі гравійні зони безпеки, зазвичай вони не рятують положення, і уникнути удару об стіну не вдається.

## Аварії

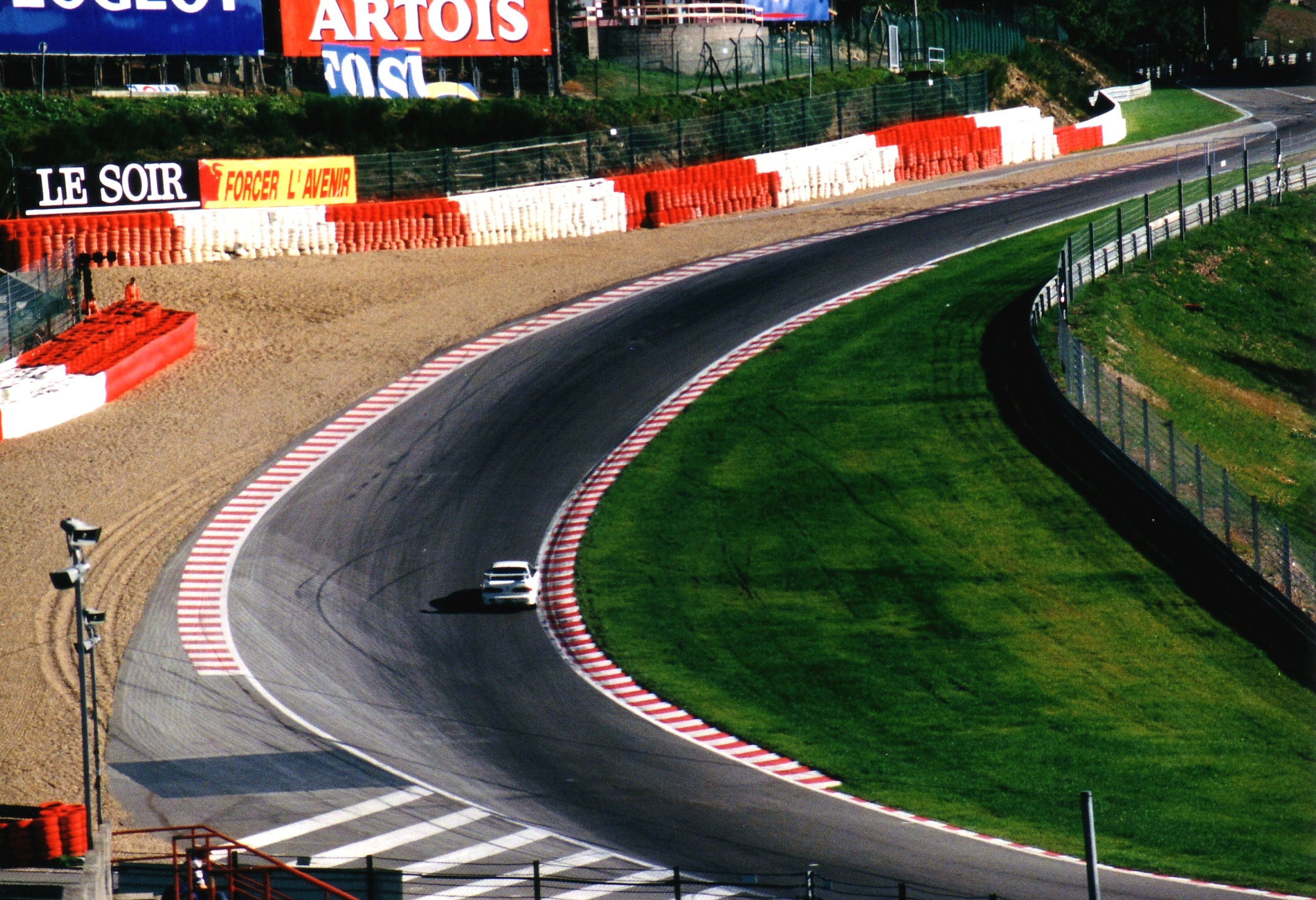
Поворот у 1999 році

У повороті О Руж не раз відбувалися серйозні аварії — як в ході Гран-прі Формули-1, так і в інших гонках.
У 1985 році перспективний гонщик Формули-1 Штефан Беллоф, виступаючи на трасі Спа-Франкоршам в 1000 кілометровій гонці на витривалість за кермом Porsche 956B спробував у повороті О Руж обігнати зліва Porsche 962С лідируючого Жакі Ікса, на вході в поворот прототипи зіткнулися і полетіли вгору до відбійника, болід Беллофа врізався влоб у залізний відбійник на швидкості близько 200 км/год, гонщик загинув миттєво.
У 1993 році на вільних заїздах перед Гран-прі Бельгії пілот команди Лотус Алессандро Дзанарді вилетів з траси в кінці зв'язки О Руж, на вершині пагорба, при цьому його машину розвернуло так, що наступний удар в стіну вийшов практично лобовим, на швидкості близько 250 км/год. Айртон Сенна, який їхав слідом, зупинив свою машину і побіг допомагати потерпілому Занарді. В результаті цієї аварії італієць отримав забій спинного мозку і зміщення одного з хребців, через що ліва сторона тулуба довго залишалася паралізованою. Лише через кілька місяців він знову зміг ходити.
У кваліфікації перед Гран-прі Бельгії 1999 року аварію на зв'язці О Руж з проміжком у кілька хвилин зазнали обидва пілоти команди БАР — Жак Вільнев та Рікардо Зонта, причому аварійні ситуації були практично однакові. Обидва пілоти, намагаючись пройти О Руж і Радійон без зниження швидкості, не зуміли втримати свої машини на трасі; обидва боліди зірвалися на зовнішню сторону останнього лівого повороту і вдарилися бортом в гумові покришки, що прикривали бетонну стіну-обмежувач. Машини обох пілотів після контакту зі стіною перекинулися, але машина Вільнева залишилася лежати неподалік від місця зіткнення, а машина Зонти, вже перегорнута, перелетіла на іншу сторону траси і лише там загрузла в гравії. Обидва пілоти майже не постраждали, змогли досить швидко вибратися з-під своїх машин і вже на наступний день знову брали участь у гонці. Вільнев пізніше говорив: «Це була моя найкраща аварія! але Зонта відлетів ще видовищніше». Ця ситуація дала привід для насмішок над пілотами: наприклад, англійський комік Джим Бамбер зображував спортивного директора команди БАР Крейга Поллока нібито кажучого Зонті: «Вільнев краще за всіх проходить поворот О Руж, так що дивися на нього і роби все в точності так само!»
У 2011 році під час кваліфікації перед Гран-прі Бельгії на виході з повороту О Руж Адріан Сутіл допустився помилки — широко виїхав, зачепив поребрик, втратив контроль і врізався в захисний бар'єр, в результаті сесія була зупинена червоними прапорами. Передня і задня частини VJM04 виявилися пошкодженими.

## Факти
Після загибелі у 1994 році Роланда Ратценбергера і Айртона Сенни конфігурація багатьох швидких поворотів у наступних гонках сезону була штучно змінена (за допомогою тимчасових споруд) для зниження швидкості. У числі інших був обмежений і поворот О Руж; в тій його частині, де не повинні були проїжджати машини, нанесли напис «Айртон, нам тебе не вистачає». Але вже в наступному році поворот О Руж повернувся до своєї звичайної конфігурації.
Популярність повороту О Руж і захоплення ним з боку багатьох пілотів та уболівальників привели до того, що при будівництві автодрому під Стамбулом, на якому з 2005 року проходить Гран-прі Туреччини, був передбачений поворот приблизно такої ж конфігурації на задній прямій. Сам поворот О Руж прокладений по природному рельєфу (траса Спа-Франкоршам розташована у відрогах Арденнський гір), а пагорб для повороту на турецькому автодромі був насипаний штучно.